# Горячая деформация
Горя́чая деформа́ция — деформация кристаллического материала при температуре рекристаллизации или несколько выше.
Горячая деформация характеризуется таким соотношением скоростей деформирования и рекристаллизации, при котором рекристаллизация успевает произойти во всём объёме заготовки. Кристаллическая структура материала после обработки давлением оказывается практически равноосной, без следов упрочнения.

## Применение
При горячей деформации сопротивление деформированию на порядок меньше, чем при холодной деформации, поэтому горячую деформацию применяют:
- для изготовления крупных заготовок, т.к. для деформации нагретых заготовок требуется менее мощное оборудование
- при обработке давлением труднодеформируемых малопластичных металлов и сплавов
- при обработке крупных заготовок из литого металла (слитков).